# (473088) 2015 HT149
(473088) 2015 HT149 es un asteroide perteneciente al cinturón de asteroides, descubierto el 23 de marzo de 1998 por el equipo del Spacewatch desde el Observatorio Nacional de Kitt Peak, Arizona, Estados Unidos.

## Designación y nombre
Designado provisionalmente como 2015 HT14.

## Características orbitales
2015 HT149 está situado a una distancia media del Sol de 3,135 ua, pudiendo alejarse hasta 3,410 ua y acercarse hasta 2,861 ua. Su excentricidad es 0,087 y la inclinación orbital 3,182 grados. Emplea 2028 días en completar una órbita alrededor del Sol.

## Características físicas
La magnitud absoluta de 2015 HT149 es 16,5.